# Zwaag

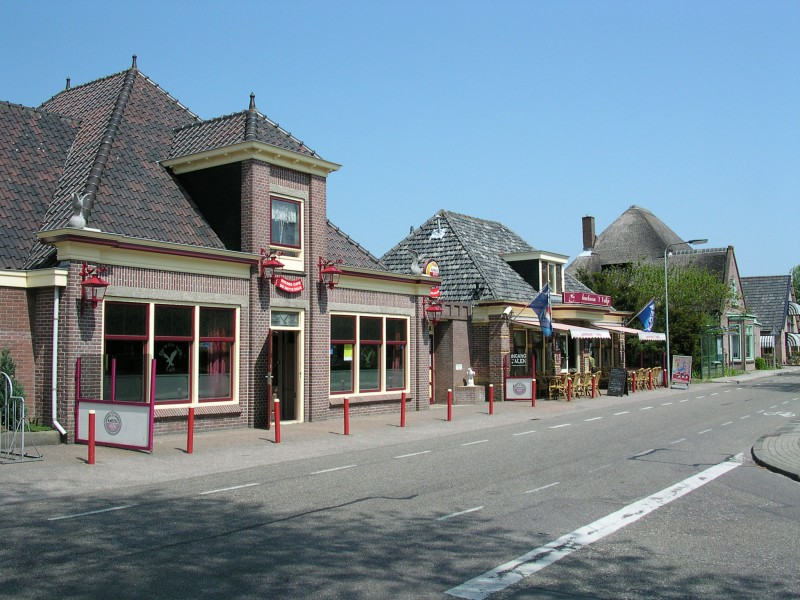
Ortszentrum von Zwaag

Zwaag ist eine Ortschaft in der niederländischen Gemeinde Hoorn. Seit einer Gebietsreform in 1979 gehört Zwaag zur Gemeinde Hoorn. Zwaag hat 3.110 Einwohner.